# 1312
Portal Geschichte | Portal Biografien | Aktuelle Ereignisse | Jahreskalender | Tagesartikel

◄ |
13. Jahrhundert |
14. Jahrhundert
| 15. Jahrhundert | ►

◄ |
1280er |
1290er |
1300er |
1310er
| 1320er | 1330er | 1340er | ►

◄◄ |
◄ |
1308 |
1309 |
1310 |
1311 |
1312
| 1313 | 1314 | 1315 | 1316 | ► | ►►
Staatsoberhäupter  · Nekrolog
| Januar | Januar | Januar | Januar | Januar | Januar | Januar | Januar |
| Kw     | Mo     | Di     | Mi     | Do     | Fr     | Sa     | So     |
| ------ | ------ | ------ | ------ | ------ | ------ | ------ | ------ |
| 52     |        |        |        |        |        | 1      | 2      |
| 1      | 3      | 4      | 5      | 6      | 7      | 8      | 9      |
| 2      | 10     | 11     | 12     | 13     | 14     | 15     | 16     |
| 3      | 17     | 18     | 19     | 20     | 21     | 22     | 23     |
| 4      | 24     | 25     | 26     | 27     | 28     | 29     | 30     |
| 5      | 31     |        |        |        |        |        |        |

| Februar | Februar | Februar | Februar | Februar | Februar | Februar | Februar |
| Kw      | Mo      | Di      | Mi      | Do      | Fr      | Sa      | So      |
| ------- | ------- | ------- | ------- | ------- | ------- | ------- | ------- |
| 5       |         | 1       | 2       | 3       | 4       | 5       | 6       |
| 6       | 7       | 8       | 9       | 10      | 11      | 12      | 13      |
| 7       | 14      | 15      | 16      | 17      | 18      | 19      | 20      |
| 8       | 21      | 22      | 23      | 24      | 25      | 26      | 27      |
| 9       | 28      | 29      |         |         |         |         |         |

| März | März | März | März | März | März | März | März |
| Kw   | Mo   | Di   | Mi   | Do   | Fr   | Sa   | So   |
| ---- | ---- | ---- | ---- | ---- | ---- | ---- | ---- |
| 9    |      |      | 1    | 2    | 3    | 4    | 5    |
| 10   | 6    | 7    | 8    | 9    | 10   | 11   | 12   |
| 11   | 13   | 14   | 15   | 16   | 17   | 18   | 19   |
| 12   | 20   | 21   | 22   | 23   | 24   | 25   | 26   |
| 13   | 27   | 28   | 29   | 30   | 31   |      |      |

| April | April | April | April | April | April | April | April |
| Kw    | Mo    | Di    | Mi    | Do    | Fr    | Sa    | So    |
| ----- | ----- | ----- | ----- | ----- | ----- | ----- | ----- |
| 13    |       |       |       |       |       | 1     | 2     |
| 14    | 3     | 4     | 5     | 6     | 7     | 8     | 9     |
| 15    | 10    | 11    | 12    | 13    | 14    | 15    | 16    |
| 16    | 17    | 18    | 19    | 20    | 21    | 22    | 23    |
| 17    | 24    | 25    | 26    | 27    | 28    | 29    | 30    |

| Mai | Mai | Mai | Mai | Mai | Mai | Mai | Mai |
| Kw  | Mo  | Di  | Mi  | Do  | Fr  | Sa  | So  |
| --- | --- | --- | --- | --- | --- | --- | --- |
| 18  | 1   | 2   | 3   | 4   | 5   | 6   | 7   |
| 19  | 8   | 9   | 10  | 11  | 12  | 13  | 14  |
| 20  | 15  | 16  | 17  | 18  | 19  | 20  | 21  |
| 21  | 22  | 23  | 24  | 25  | 26  | 27  | 28  |
| 22  | 29  | 30  | 31  |     |     |     |     |

| Juni | Juni | Juni | Juni | Juni | Juni | Juni | Juni |
| Kw   | Mo   | Di   | Mi   | Do   | Fr   | Sa   | So   |
| ---- | ---- | ---- | ---- | ---- | ---- | ---- | ---- |
| 22   |      |      |      | 1    | 2    | 3    | 4    |
| 23   | 5    | 6    | 7    | 8    | 9    | 10   | 11   |
| 24   | 12   | 13   | 14   | 15   | 16   | 17   | 18   |
| 25   | 19   | 20   | 21   | 22   | 23   | 24   | 25   |
| 26   | 26   | 27   | 28   | 29   | 30   |      |      |

| Juli | Juli | Juli | Juli | Juli | Juli | Juli | Juli |
| Kw   | Mo   | Di   | Mi   | Do   | Fr   | Sa   | So   |
| ---- | ---- | ---- | ---- | ---- | ---- | ---- | ---- |
| 26   |      |      |      |      |      | 1    | 2    |
| 27   | 3    | 4    | 5    | 6    | 7    | 8    | 9    |
| 28   | 10   | 11   | 12   | 13   | 14   | 15   | 16   |
| 29   | 17   | 18   | 19   | 20   | 21   | 22   | 23   |
| 30   | 24   | 25   | 26   | 27   | 28   | 29   | 30   |
| 31   | 31   |      |      |      |      |      |      |

| August | August | August | August | August | August | August | August |
| Kw     | Mo     | Di     | Mi     | Do     | Fr     | Sa     | So     |
| ------ | ------ | ------ | ------ | ------ | ------ | ------ | ------ |
| 31     |        | 1      | 2      | 3      | 4      | 5      | 6      |
| 32     | 7      | 8      | 9      | 10     | 11     | 12     | 13     |
| 33     | 14     | 15     | 16     | 17     | 18     | 19     | 20     |
| 34     | 21     | 22     | 23     | 24     | 25     | 26     | 27     |
| 35     | 28     | 29     | 30     | 31     |        |        |        |

| September | September | September | September | September | September | September | September |
| Kw        | Mo        | Di        | Mi        | Do        | Fr        | Sa        | So        |
| --------- | --------- | --------- | --------- | --------- | --------- | --------- | --------- |
| 35        |           |           |           |           | 1         | 2         | 3         |
| 36        | 4         | 5         | 6         | 7         | 8         | 9         | 10        |
| 37        | 11        | 12        | 13        | 14        | 15        | 16        | 17        |
| 38        | 18        | 19        | 20        | 21        | 22        | 23        | 24        |
| 39        | 25        | 26        | 27        | 28        | 29        | 30        |           |

| Oktober | Oktober | Oktober | Oktober | Oktober | Oktober | Oktober | Oktober |
| Kw      | Mo      | Di      | Mi      | Do      | Fr      | Sa      | So      |
| ------- | ------- | ------- | ------- | ------- | ------- | ------- | ------- |
| 39      |         |         |         |         |         |         | 1       |
| 40      | 2       | 3       | 4       | 5       | 6       | 7       | 8       |
| 41      | 9       | 10      | 11      | 12      | 13      | 14      | 15      |
| 42      | 16      | 17      | 18      | 19      | 20      | 21      | 22      |
| 43      | 23      | 24      | 25      | 26      | 27      | 28      | 29      |
| 44      | 30      | 31      |         |         |         |         |         |

| November | November | November | November | November | November | November | November |
| Kw       | Mo       | Di       | Mi       | Do       | Fr       | Sa       | So       |
| -------- | -------- | -------- | -------- | -------- | -------- | -------- | -------- |
| 44       |          |          | 1        | 2        | 3        | 4        | 5        |
| 45       | 6        | 7        | 8        | 9        | 10       | 11       | 12       |
| 46       | 13       | 14       | 15       | 16       | 17       | 18       | 19       |
| 47       | 20       | 21       | 22       | 23       | 24       | 25       | 26       |
| 48       | 27       | 28       | 29       | 30       |          |          |          |

| Dezember | Dezember | Dezember | Dezember | Dezember | Dezember | Dezember | Dezember |
| Kw       | Mo       | Di       | Mi       | Do       | Fr       | Sa       | So       |
| -------- | -------- | -------- | -------- | -------- | -------- | -------- | -------- |
| 48       |          |          |          |          | 1        | 2        | 3        |
| 49       | 4        | 5        | 6        | 7        | 8        | 9        | 10       |
| 50       | 11       | 12       | 13       | 14       | 15       | 16       | 17       |
| 51       | 18       | 19       | 20       | 21       | 22       | 23       | 24       |
| 52       | 25       | 26       | 27       | 28       | 29       | 30       | 31       |

| Januar | Januar | Januar | Januar | Januar | Januar | Januar | Januar |
| Kw     | Mo     | Di     | Mi     | Do     | Fr     | Sa     | So     |
| ------ | ------ | ------ | ------ | ------ | ------ | ------ | ------ |
| 52     |        |        |        |        |        | 1      | 2      |
| 1      | 3      | 4      | 5      | 6      | 7      | 8      | 9      |
| 2      | 10     | 11     | 12     | 13     | 14     | 15     | 16     |
| 3      | 17     | 18     | 19     | 20     | 21     | 22     | 23     |
| 4      | 24     | 25     | 26     | 27     | 28     | 29     | 30     |
| 5      | 31     |        |        |        |        |        |        |

| Februar | Februar | Februar | Februar | Februar | Februar | Februar | Februar |
| Kw      | Mo      | Di      | Mi      | Do      | Fr      | Sa      | So      |
| ------- | ------- | ------- | ------- | ------- | ------- | ------- | ------- |
| 5       |         | 1       | 2       | 3       | 4       | 5       | 6       |
| 6       | 7       | 8       | 9       | 10      | 11      | 12      | 13      |
| 7       | 14      | 15      | 16      | 17      | 18      | 19      | 20      |
| 8       | 21      | 22      | 23      | 24      | 25      | 26      | 27      |
| 9       | 28      | 29      |         |         |         |         |         |

| März | März | März | März | März | März | März | März |
| Kw   | Mo   | Di   | Mi   | Do   | Fr   | Sa   | So   |
| ---- | ---- | ---- | ---- | ---- | ---- | ---- | ---- |
| 9    |      |      | 1    | 2    | 3    | 4    | 5    |
| 10   | 6    | 7    | 8    | 9    | 10   | 11   | 12   |
| 11   | 13   | 14   | 15   | 16   | 17   | 18   | 19   |
| 12   | 20   | 21   | 22   | 23   | 24   | 25   | 26   |
| 13   | 27   | 28   | 29   | 30   | 31   |      |      |

| April | April | April | April | April | April | April | April |
| Kw    | Mo    | Di    | Mi    | Do    | Fr    | Sa    | So    |
| ----- | ----- | ----- | ----- | ----- | ----- | ----- | ----- |
| 13    |       |       |       |       |       | 1     | 2     |
| 14    | 3     | 4     | 5     | 6     | 7     | 8     | 9     |
| 15    | 10    | 11    | 12    | 13    | 14    | 15    | 16    |
| 16    | 17    | 18    | 19    | 20    | 21    | 22    | 23    |
| 17    | 24    | 25    | 26    | 27    | 28    | 29    | 30    |

| Mai | Mai | Mai | Mai | Mai | Mai | Mai | Mai |
| Kw  | Mo  | Di  | Mi  | Do  | Fr  | Sa  | So  |
| --- | --- | --- | --- | --- | --- | --- | --- |
| 18  | 1   | 2   | 3   | 4   | 5   | 6   | 7   |
| 19  | 8   | 9   | 10  | 11  | 12  | 13  | 14  |
| 20  | 15  | 16  | 17  | 18  | 19  | 20  | 21  |
| 21  | 22  | 23  | 24  | 25  | 26  | 27  | 28  |
| 22  | 29  | 30  | 31  |     |     |     |     |

| Juni | Juni | Juni | Juni | Juni | Juni | Juni | Juni |
| Kw   | Mo   | Di   | Mi   | Do   | Fr   | Sa   | So   |
| ---- | ---- | ---- | ---- | ---- | ---- | ---- | ---- |
| 22   |      |      |      | 1    | 2    | 3    | 4    |
| 23   | 5    | 6    | 7    | 8    | 9    | 10   | 11   |
| 24   | 12   | 13   | 14   | 15   | 16   | 17   | 18   |
| 25   | 19   | 20   | 21   | 22   | 23   | 24   | 25   |
| 26   | 26   | 27   | 28   | 29   | 30   |      |      |

| Juli | Juli | Juli | Juli | Juli | Juli | Juli | Juli |
| Kw   | Mo   | Di   | Mi   | Do   | Fr   | Sa   | So   |
| ---- | ---- | ---- | ---- | ---- | ---- | ---- | ---- |
| 26   |      |      |      |      |      | 1    | 2    |
| 27   | 3    | 4    | 5    | 6    | 7    | 8    | 9    |
| 28   | 10   | 11   | 12   | 13   | 14   | 15   | 16   |
| 29   | 17   | 18   | 19   | 20   | 21   | 22   | 23   |
| 30   | 24   | 25   | 26   | 27   | 28   | 29   | 30   |
| 31   | 31   |      |      |      |      |      |      |

| August | August | August | August | August | August | August | August |
| Kw     | Mo     | Di     | Mi     | Do     | Fr     | Sa     | So     |
| ------ | ------ | ------ | ------ | ------ | ------ | ------ | ------ |
| 31     |        | 1      | 2      | 3      | 4      | 5      | 6      |
| 32     | 7      | 8      | 9      | 10     | 11     | 12     | 13     |
| 33     | 14     | 15     | 16     | 17     | 18     | 19     | 20     |
| 34     | 21     | 22     | 23     | 24     | 25     | 26     | 27     |
| 35     | 28     | 29     | 30     | 31     |        |        |        |

| September | September | September | September | September | September | September | September |
| Kw        | Mo        | Di        | Mi        | Do        | Fr        | Sa        | So        |
| --------- | --------- | --------- | --------- | --------- | --------- | --------- | --------- |
| 35        |           |           |           |           | 1         | 2         | 3         |
| 36        | 4         | 5         | 6         | 7         | 8         | 9         | 10        |
| 37        | 11        | 12        | 13        | 14        | 15        | 16        | 17        |
| 38        | 18        | 19        | 20        | 21        | 22        | 23        | 24        |
| 39        | 25        | 26        | 27        | 28        | 29        | 30        |           |

| Oktober | Oktober | Oktober | Oktober | Oktober | Oktober | Oktober | Oktober |
| Kw      | Mo      | Di      | Mi      | Do      | Fr      | Sa      | So      |
| ------- | ------- | ------- | ------- | ------- | ------- | ------- | ------- |
| 39      |         |         |         |         |         |         | 1       |
| 40      | 2       | 3       | 4       | 5       | 6       | 7       | 8       |
| 41      | 9       | 10      | 11      | 12      | 13      | 14      | 15      |
| 42      | 16      | 17      | 18      | 19      | 20      | 21      | 22      |
| 43      | 23      | 24      | 25      | 26      | 27      | 28      | 29      |
| 44      | 30      | 31      |         |         |         |         |         |

| November | November | November | November | November | November | November | November |
| Kw       | Mo       | Di       | Mi       | Do       | Fr       | Sa       | So       |
| -------- | -------- | -------- | -------- | -------- | -------- | -------- | -------- |
| 44       |          |          | 1        | 2        | 3        | 4        | 5        |
| 45       | 6        | 7        | 8        | 9        | 10       | 11       | 12       |
| 46       | 13       | 14       | 15       | 16       | 17       | 18       | 19       |
| 47       | 20       | 21       | 22       | 23       | 24       | 25       | 26       |
| 48       | 27       | 28       | 29       | 30       |          |          |          |

| Dezember | Dezember | Dezember | Dezember | Dezember | Dezember | Dezember | Dezember |
| Kw       | Mo       | Di       | Mi       | Do       | Fr       | Sa       | So       |
| -------- | -------- | -------- | -------- | -------- | -------- | -------- | -------- |
| 48       |          |          |          |          | 1        | 2        | 3        |
| 49       | 4        | 5        | 6        | 7        | 8        | 9        | 10       |
| 50       | 11       | 12       | 13       | 14       | 15       | 16       | 17       |
| 51       | 18       | 19       | 20       | 21       | 22       | 23       | 24       |
| 52       | 25       | 26       | 27       | 28       | 29       | 30       | 31       |

## Ereignisse

### Politik und Weltgeschehen

#### Italienzug Heinrichs VII.
- Februar: Heinrich VII. beginnt seinen Italienzug und begibt sich auf dem Seeweg nach Pisa, das sich gerade im Konflikt mit Florenz befindet. Dort wird er Anfang März sehr freundlich aufgenommen, da er Ende des Vorjahres den Reichsbann über die Arnostadt verhängt hat. In Pisa hält Heinrich einen Hoftag ab. Ende April zieht er weiter in Richtung Rom in dem Versuch einer Renovatio imperii.
- Anfang Mai: Heinrich VII. erreicht Rom, wo ihm von seinen guelfisch gesinnten Gegnern unter der Führung von Robert von Anjou und der Familie Orsini der Weg zum Petersdom versperrt wird. Es kommt zu heftigen Gefechten, die am 26. Juni ihren Höhepunkt erreichen.

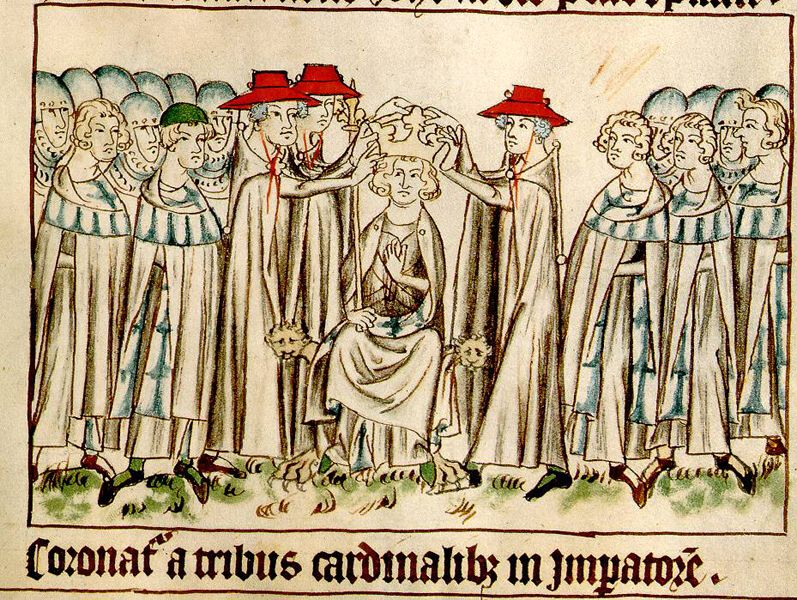
Codex Balduini Trevirensis: Die Kaiserkrönung Heinrichs VII. durch die vom Papst entsandten Kardinäle

- 29. Juni: Heinrich VII. wird trotz des anhaltenden Widerstands in Rom zum Kaiser des Heiligen Römischen Reichs gekrönt. Die drei in Rom anwesenden Kardinäle, zu denen auch der kaiserfreundlich eingestellte Nikolaus von Prato gehört, wollen zunächst Nachricht von Papst Clemens V. aus Avignon abwarten. Als die Stimmung in der Stadt jedoch zunehmend gereizter wird und es in der Umgebung der päpstlichen Delegation zu Unruhen kommt, sehen sie sich zum Handeln gezwungen. Die Kaiserkrönung wird statt in St. Peter im Lateran vollzogen.
- Juli: Heinrich VII. schließt mit König Friedrich II. von Sizilien ein gegen Robert von Anjou gerichtetes Bündnis. Außerdem erteilt er Weisungen an Genua und Pisa, Truppen bereitzustellen.
- Sommer: Papst Clemens V. verbietet dem Kaiser, das Königreich Neapel anzugreifen.
- Ende August: Heinrich verlässt Rom und begibt sich nach Arezzo, um einen Angriff auf Florenz vorzubereiten. Im September erkrankt er jedoch an der Malaria und muss die Belagerung der Stadt abbrechen. Er lässt jedoch die von den Florentinern zerstörte Stadt Poggibonsi unter dem Namen Monte Imperiale wieder aufbauen.

#### Weitere Ereignisse im Reich
- 10. April: Mit dem Vertrag von Vienne wird Lyon endgültig ein Teil Frankreichs.

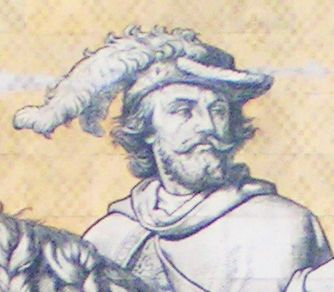
Friedrich I. von Meißen (Dresden, Fürstenzug)

- 14. April: Friedrich der Freidige, Markgraf von Meißen, unterzeichnet nach seiner Gefangennahme bei Hayn den Vertrag von Tangermünde, in dem er dem Markgraf Waldemar von Brandenburg 32.000 Mark in Silber verspricht, zu zahlen binnen drei Tagen. Zudem tritt er die Mark Lausitz, das Land zwischen Elbe und Elster (Osterland), und die Städte Hayn und Torgau an den Brandenburger ab. Zudem verpfändet er die Städte Leipzig, Oschatz, Grimma und Geithain.

#### Osteuropa

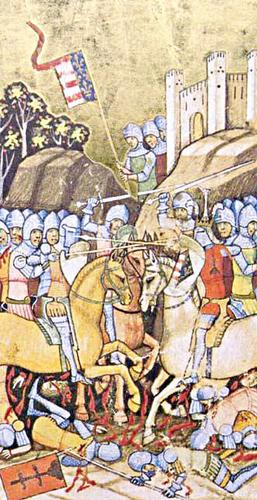
Abbildung der Schlacht in der Chronica Hungarorum

- 15. Juni: In der Schlacht von Rozhanovce in Ungarn siegt König Karl I. aus dem Haus Anjou, unterstützt durch Truppen der Zipser Sachsen, Johanniter und der Stadt Kaschau über das Haus Aba, das de facto den nordöstlichen Teil des Königreiches kontrolliert, unterstützt von Matthäus Csák, der über Nordungarn herrscht.
- Die Schlacht von Gallipoli zwischen dem Byzantinischen Reich und dem mit ihm verbündeten Serbischen Königreich gegen die Turkopolen unter Halil Pascha endet mit einem Sieg der Byzantiner.
- Der prodeutsche Krakauer Aufstand des Vogtes Albert wird niedergeschlagen.

#### Skandinavien

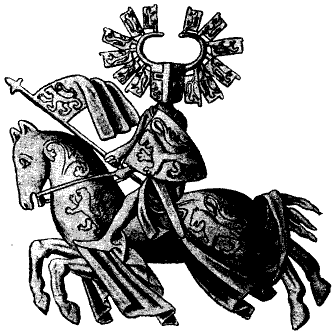
Erik Magnusson (auf seinem Siegel)

- 29. September: Ingebjørg Håkonsdatter, Tochter König Haakons V. von Norwegen, heiratet Erik Magnusson, den Bruder des schwedischen Königs Birger. Deren Sohn Magnus Eriksson wird König von Schweden und Norwegen, das bis 1814 seine Eigenständigkeit verliert.

#### Afrika
- 1307 oder 1312: Mansa Musa besteigt als Nachfolger Abubakaris II. den Thron des Malireichs.

#### Entdeckungsfahrten
- Der Genueser Lancelotto Malocello landet auf der Kanarischen Insel Lanzarote. Ob er der erste Europäer auf der Insel ist, ist unklar.

#### Urkundliche Ersterwähnungen
- Erste urkundliche Erwähnung von Emlichheim, Gaiberg, Gsteig bei Gstaad und Meinisberg.
- Rügenwalde erhält Lübisches Recht.

### Kultur und Gesellschaft
- Die Arbeit am Nequambuch, einem Acht- und Schwurbuch der Stadt Soest, wird begonnen. Bemerkenswert sind die farbigen Miniaturen zur mittelalterlichen Straf- und Rechtspraxis.

### Religion
- 22. März: Papst Clemens V. hebt auf dem Konzil von Vienne unter dem Druck von König Philipp dem Schönen von Frankreich den Templerorden auf.

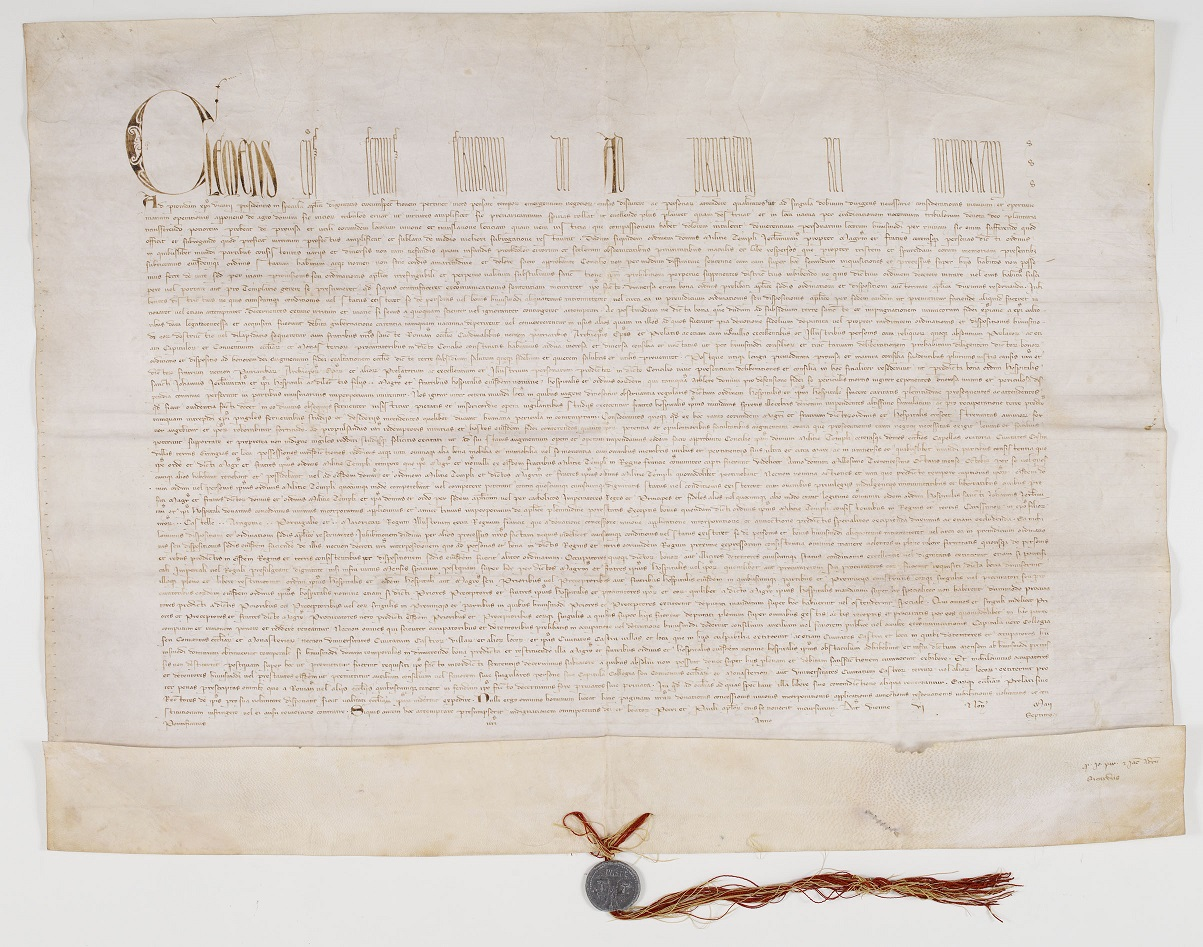
Die Bulle Ad Providam

- 2. Mai: In der Bulle Ad providam von Papst Clemens V. werden die Güter des aufgelösten Templerordens dem Orden vom Hospital des Heiligen Johannes zu Jerusalem anvertraut. Die Entscheidung gilt jedoch nicht in Portugal, Kastilien, Aragon und Mallorca, deren Regenten zum Schutz der Templer neigen. Der portugiesische Besitz wird schließlich im Jahr 1319 dem bereits gegründeten Christusorden zugewendet.
- 18. Dezember: In der Bulle Licet dudum legt Papst Clemens V. fest, dass die Privilegien des verbotenen Templerordens auf den Orden vom Hospital des Heiligen Johannes zu Jerusalem zu übertragen sind.
- Der Frauenorden der Beginen wird verboten.

## Geboren

### Geburtsdatum gesichert
- 8. Januar: James Audley, englischer Magnat († 1386)
- 26. Januar: Wikbold Dobilstein, Bischof von Kulm († 1398)
- 17. September: William de Burgh, irischer Adeliger († 1333)
- 13. November: Eduard III., König von England († 1377)

### Genaues Geburtsdatum unbekannt
- John de Vere, englischer Magnat und Militär († 1360)
- Heinrich XV., Herzog von Bayern († 1333)
- Humbert II., Erzbischof von Reims († 1355)
- Sönam Gyeltshen, Person des tibetischen Buddhismus († 1375)
- Zanobi da Strada, italienischer Dichter und Humanist († 1361)
- Guillaume Tirel, Chefkoch König Karls V. von Frankreich († 1395)
- Wilhelm II., Herzog von Athen und Neopatria († 1338)

### Geboren um 1312
- William de Bohun, englischer Magnat, Militär und Diplomat († 1360)

## Gestorben

### Erstes Halbjahr
- 9. Januar: Friedrich von Boizenburg, Bischof von Verden
- 23. Januar: Isabelle de Villehardouin, Fürstin von Achaia und Morea (* 1263)
- 21. Februar: Hugo von Chalon, Bischof von Lüttich (* um 1260)
- Februar: Margaret de Clare, englische Adelige (* 1250)
- 2. März: Albrecht III. von Leisnig, Bischof von Meißen
- 10. März: Kasimir II., Herzog von Beuthen und Cosel (* 1256/1257)
- 28. März: Konrad IV. von Fohnsdorf, Erzbischof von Salzburg
- 19. April: Othon de Champvent, Bischof von Lausanne
- 13. Mai: Theobald II., Herzog von Lothringen (* 1263)
- 18. Juni: Leutold I. von Kuenring-Dürnstein, österreichischer Adeliger (* 1243)
- 19. Juni: Piers Gaveston, englischer Adeliger, Günstling und Geliebter von König Edward II. (* um 1284)

### Zweites Halbjahr
- 3. Juli: Marino Zorzi, Doge von Venedig (* um 1231)
- 27. August: Arthur II., Herzog der Bretagne (* 1262)
- 7. September: Ferdinand IV., König von Kastilien und Spanien (* 1285)
- 9. September: Otto III., König von Ungarn und Herzog von Niederbayern (* 1261)
- 29. September: Berthold I. von Henneberg, Bischof von Würzburg
- 29. September: Johann I., Herr von Limburg
- September: John de Ferrers, englischer Adeliger (* 1271)
- 18. Oktober: Bettino Cassinelli, französischer Hofbeamter
- 27. Oktober: Johann II., Herzog von Brabant (* 1275)
- 28. Oktober: Gerhard II., Graf von Holstein-Plön (* 1254)
- 29. Oktober: Landolfo Brancaccio, italienischer Kardinal der katholischen Kirche
- 6. November: Christina von Stommeln, deutsche Mystikerin im späten Mittelalter (* 1242)

### Genaues Todesdatum unbekannt
- 26. März oder 7. Juli: Waldemar IV., Herzog von Schleswig (* um 1265)
- Zain ad-Din al-Amidi, blinder arabischer Gelehrter und Hochschullehrer
- Theobald von Bar, Bischof von Lüttich (* um 1263)
- Eschiva von Ibelin, Herrin von Beirut (* um 1253)
- Euphemia von Rügen, Königin von Norwegen (* um 1280)
- Guido della Torre, italienischer Adeliger (* 1259)
- Heinrich Jonghen, Weihbischof in Köln
- Malatesta da Verruchio, italienischer Condottiere (* 1212)

### Gestorben um 1312
- Cecco Angiolieri, italienischer Dichter (* um 1260)
- Tohtu, Khan der Goldenen Horde